# إدوين إل. هوليوود
إدوين إل. هوليوود (بالإنجليزية: Edwin L. Hollywood)‏ هو مخرج مساعد أمريكي، ولد في 9 أكتوبر 1892 في نيويورك في الولايات المتحدة، وتوفي في 15 مايو 1958 في غلينديل في الولايات المتحدة.

## وصلات خارجية
- إدوين إل. هوليوود على موقع IMDb (الإنجليزية)
- إدوين إل. هوليوود على موقع قاعدة بيانات الفيلم (الإنجليزية)